# 蒙图略圣贝尔纳
蒙图略圣贝尔纳（法語：Montoulieu-Saint-Bernard，法語發音：[mɔ̃tuljø sɛ̃ bɛʁnaʁ]）是法国上加龙省的一个市镇，属于圣戈当区。

## 地理
蒙图略圣贝尔纳（43°14'3"N, 0°54'30"E）面积4.83 平方千米，位于法国奧克西塔尼大區上加龙省，该省份为法国西南部内陆省份，西南端与西班牙接壤，自此顺时针与上比利牛斯省、热尔省、塔恩-加龙省、塔恩省、奥德省和阿列日省接壤。
与蒙图略圣贝尔纳接壤的市镇（或旧市镇、城区）包括：邦克、阿朗、奥瑞纳、布桑。

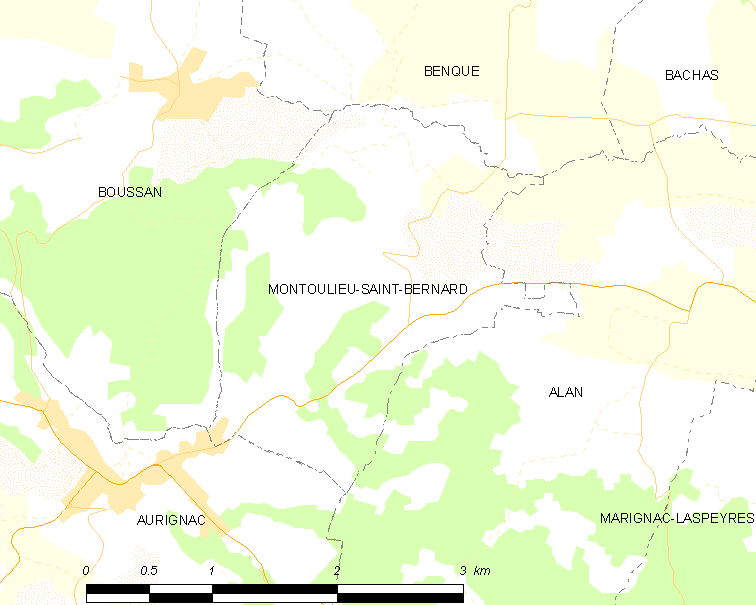
蒙图略圣贝尔纳的OSM定位图

蒙图略圣贝尔纳的时区为UTC+01:00、UTC+02:00（夏令时）。

## 行政
蒙图略圣贝尔纳的邮政编码为31420，INSEE市镇编码为31386。

## 政治
蒙图略圣贝尔纳所属的省级选区为卡泽尔县。

## 人口

1962-2008年间蒙图略圣贝尔纳人口变化图示

蒙图略圣贝尔纳于2022年1月1日时的人口数量为223人。